# 碱性水解
在有机化学中，碱性水解（英語：Alkaline hydrolysis）通常是指以氢氧根离子为亲核体来进行亲核攻击的亲核取代反应。

## 例子
在酯和酰胺的碱性水解中，氢氧根离子亲核体在亲核酰基取代反应中进攻羰基碳。 同位素标记实验证实了这种机制。例如，当在含有氧-18标记的乙氧基的丙酸乙酯中添加氢氧化钠（NaOH）处理时，氧-18完全不存在于丙酸钠产物中，而只存在于乙醇中。 

## 用途
碱性水解经常用于将固体有机物转化为液体形态以便于处理。通渠用品利用这种方法来溶解阻塞在管道中的头发和脂肪。这种化学反应也适合作为传统埋葬或火葬的替代方案来处置人类和其他动物的遗骸，即水葬法。